# Soulseek
Soulseek is een P2P-programma dat vooral bedoeld is om muziekbestanden, zoals mp3's, mee uit te wisselen. Het computerprogramma is ontwikkeld door Nir Arbel, een voormalig medewerker van het muziekuitwisselingsprogramma Napster.
Soulseek staat bekend om het feit dat er relatief veel undergroundmuziek wordt aangeboden en heeft zo bekendheid verworven. Soulseek is meer een undergroundproject: het werd nooit zo populair als Kazaa of BitTorrent.
Unieke onderdelen van dit programma zijn de zogenaamde userlist (gebruikerslijst) en chatkanalen waarin mensen over de meest uiteenlopende dingen discussiëren en delen. Deze chatkanalen hebben vaak de naam van het muziekgenre in de kanaalnaam verwerkt zitten. Hierdoor is het makkelijker gelijkgestemden te vinden.
De chatkanalen kunnen door de gebruiker zelf worden aangemaakt en worden niet gemodereerd. Wel bestaat er een floodprotectie. Er is eveneens de wishlist (wenslijst), waarin gebruikers de namen van muzieknummers die men graag zou downloaden kan opnemen. Bij het opstarten wordt dan telkens automatisch naar deze nummers gezocht. Als er een gebruiker gevonden wordt die deze nummers aanbiedt, wordt men hiervan verwittigd.
In de things I like (dingen die ik leuk vind) lijst kan men zijn interesses invullen, om andere gebruikers te kunnen vinden die dezelfde interesses. Naast een algemene zoekfunctie waarin de gebruiker theoretisch gezien in gedeelde bestanden van alle online Soulseekgebruikers kan zoeken, bestaat er ook een mogelijkheid om een "room search" uit te voeren. Een room search is een zoekopdracht die zich beperkt tot het chatkanaal (room) waarin de gebruiker zich bevindt.
Voor Linux werd het alternatief Nicotine ontwikkeld, dat een gebruiker in staat hetzelfde Soulseeknetwerk te gebruiken als de mensen die een Windowsclient gebruiken. Voor Mac-gebruikers was er Solarseek.
Het originele soulseekprogramma wordt niet langer doorontwikkeld. SoulseekQt is een alternatieve gebruikersinterface- en client voor het Soulseek-netwerk. Deze is beschikbaar voor Windows, Mac en Linux.

## Vergelijking met Napster
Net zoals Napster draait ook dit netwerk op een centrale server, waardoor het netwerk gemakkelijk kan worden gestopt door de beheerders.
Met Soulseek kan één bestand slechts van één persoon tegelijk gedownload worden. Verschillende bestanden kunnen echter in de wachtrij gezet worden, om zo meerdere bestanden te downloaden die bij elkaar horen. Zodoende kan men dus gemakkelijker gehele albums downloaden.
In tegenstelling tot gebruikers van veel andere P2P-programma's staan veel Soulseekgebruikers het wél toe om door hun lijst van gedeelde bestanden te bladeren.